# Tomahawk Lagoon

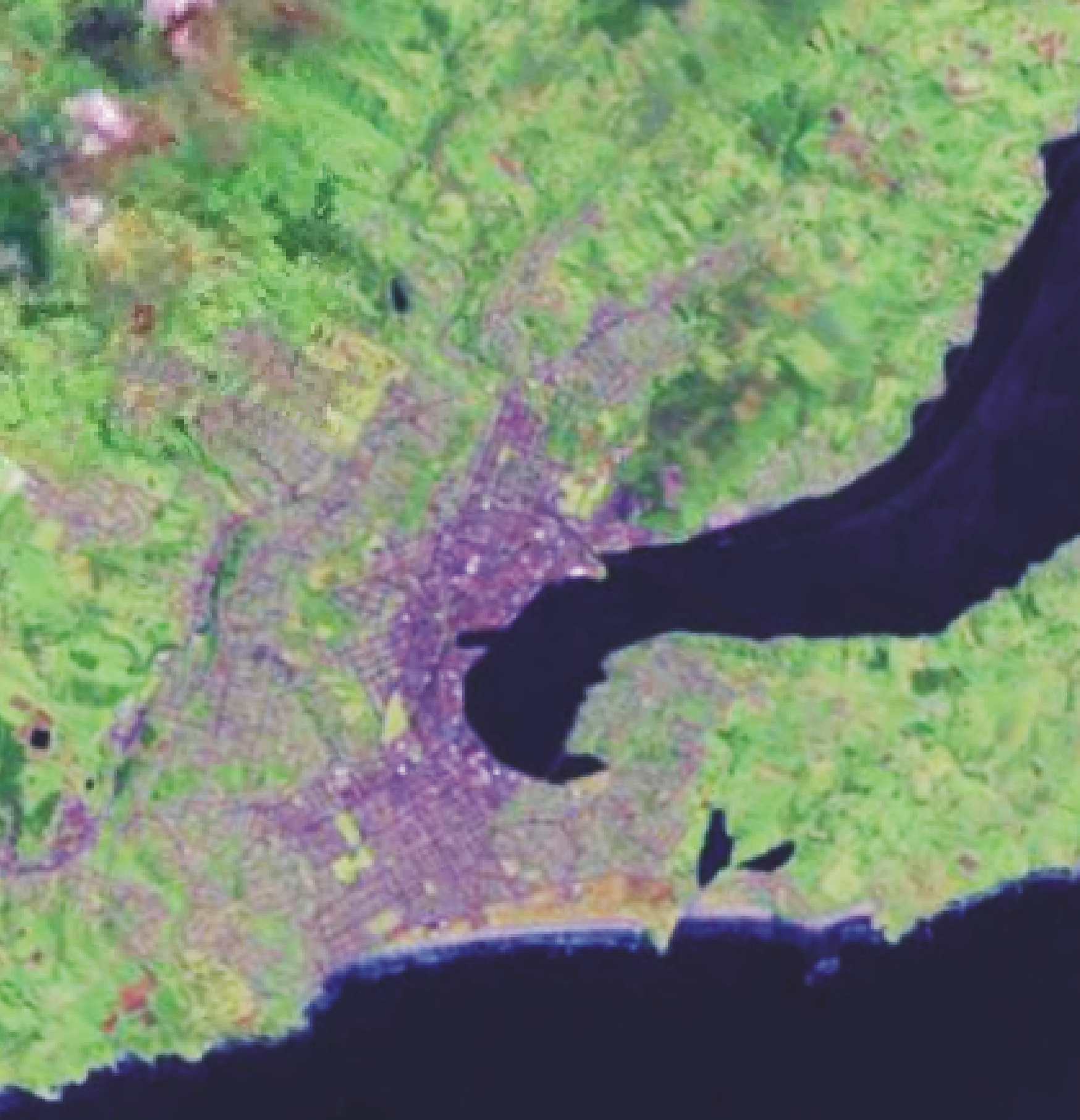
Satellitenfoto mit der Lage der beiden Teile der Tomahawk Lagoon

Die Tomahawk Lagoon ist eine aus zwei Teilen bestehende Lagune im Stadtgebiet von Dunedin City in der Region Otago auf der Südinsel von Neuseeland.

## Geographie
Die Tomahawk Lagoon befindet sich östlich des Stadtteils Andersons Bay in Dunedin. Die Lagune beginnt rund 3,6 km südöstlich des Octagon der Stadt, das als Stadtzentrum bekannt ist, verfügt mit seinen beiden Teilen über eine Flächenausdehnung von 31 Hektar und hat südsüdöstlich des Stadtteils Andersons Bay Zugang zum Pazifischen Ozean.
Der östliche Teil der Lagune besitzt bei einer Länge von rund 675 m eine Flächenausdehnung von circa 10 km² und erstreckt sich in Ostnordost-Westsüdwest-Richtung. Über einen schmalen, rund 80 m langen Ablauf fließt das Wasser der auf einer Höhe von rund 10 m liegenden Lagune zu dem westlichen Teil des Gewässers. Dieser Teil erstreckt sich rund 1080 m in einer annähernden Nord-Süd-Richtung und umfasst bei annähernder Seehöhe rund 21 km². Entwässert wird das Gesamtsystem über einen circa 285 m langen Zugang zum Meer, der über 205 m über den Sandstrand der Küste führt.

## Schutzgebiet
Rund 33 Hektar des Gebietes ist als Wildlife Management Reserve ausgewiesen und wird vom Department of Conservation (DOC) betreut. Reste eines Buschlandes, das sich entlang eines Drittels am östlichen Teil der westlichen Lagune und am nordöstlichen Rand der östlichen Lagune befindet, sind seit 1995 durch eine Freiraum-Vereinbarung durch den Queen Elizabeth II National Trust geschützt.